# Cerros de Incahuasi
Los cerros de Incahuasi (del quechua Inkawasi, 'casa del Inca') corresponde a una montaña con varias cumbres ubicada en la Región de Antofagasta, cerca del Paso de Sico, en Chile. A sus pies se encuentra el salar de Talar.
El volcán Incahuasi Sur en esta cordillera estuvo activo hace 10,5 millones de años. Está asociado con un cinturón volcánico y una falla que se extiende hacia el sureste desde Incahuasi Sur, el lineamiento Calama-Olcapato-El Toro.